# (46280) Hollar
Pour les articles homonymes, voir Hollar.
(46280) Hollar est un astéroïde de la ceinture principale.

## Description
(46280) Hollar est un astéroïde de la ceinture principale. Il fut découvert le 21 mai 2001 à l'Observatoire d'Ondřejov par Petr Pravec et Peter Kušnirák. Il présente une orbite caractérisée par un demi-grand axe de 2,70 UA, une excentricité de 0,14 et une inclinaison de 12,0° par rapport à l'écliptique.

## Compléments